# Red Line (MBTA)
| Ein Zug der Red Line verlässt über die Longfellow Bridge die Charles/MGH Station in Richtung Alewife |                                                   |                                                                              |                                                                              |
| U-, Stadt- und Straßenbahnlinien der MBTA |                                                   |                                                                              |                                                                              |
| Spurweite: | 1435 mm (Normalspur)                              |                                                                              |                                                                              |
| Stromsystem: | Stromschiene, 600 V =                             |                                                                              |                                                                              |
| |                                                   |                                                                              |                                                                              |
| Streckenlänge: | 19 km (Alewife-Ashmont) 28 km (Alewife-Braintree) |                                                                              |                                                                              |
| Stationen: | 17 (Alewife-Ashmont) 22 (Alewife-Braintree)       |                                                                              |                                                                              |
| Eröffnung: | 1912                                              |                                                                              |                                                                              |
| Typ: | U-Bahn bzw. Stadtbahn                             |                                                                              |                                                                              |
| Ort: | Boston, Massachusetts                             |                                                                              |                                                                              |
| Betreiber: | MBTA                                              |                                                                              |                                                                              |
| Passagiere (täglich): | 241.603                                           |                                                                              |                                                                              |
| \| \| \| Kehranlage Alewife \| \| \| \| \| U Alewife \| \| \| \| \| Davis \| \| \| \| \| von Fitchburg \| \| \| \| \| Porter \| \| \| \| \| nach Boston North Station \| \| \| \| \| Harvard \| \| \| \| \| Central \| \| \| \| \| Kendall/MIT \| \| \| \| \| \| \| \| \| \| Longfellow Bridge \| \| \| \| \| Charles River \| \| \| \| \| Charles/MGH Blue Line geplant \| \| \| \| \| Blue Line nach Wonderland \| \| \| \| \| \| \| \| \| \| Green Line von Lechmere \| \| \| \| \| Park Street Loop \| \| \| \| \| \| \| \| \| \| Park Street \| \| \| \| \| \| \| \| \| \| Green Line nach Boston College, Cleveland Circle, Riverside und Heath Street \| \| \| \| \| \| \| \| \| \| Downtown Crossing Orange Line \| \| \| \| \| South Station Silver Line \| \| \| \| \| Broadway \| \| \| \| \| Andrew \| \| \| \| \| Old Colony Lines von South Station \| \| \| \| \| \| \| \| \| \| JFK/UMass \| \| \| \| \| \| \| \| \| \| Savin Hill \| \| \| \| \| Fields Corner \| \| \| \| \| \| \| \| \| \| Shawmut \| \| \| \| \| \| \| \| \| \| U Ashmont \| \| \| \| \| zur Ashmont–Mattapan High Speed Line \| \| \| \| \| Neponset River \| \| \| \| \| North Quincy \| \| \| \| \| Wollaston \| \| \| \| \| Quincy Center \| \| \| \| \| Quincy Adams \| \| \| \| \| \| \| \| \| \| \| \| \| \| \| Greenbush Line \| \| \| \| \| U Braintree \| \| \| \| \| Kehranlage Braintree \| \| |                                                   |                                                                              |                                                                              |
| U-Bahn-Betriebsstelle Streckenanfang (im Tunnel) |                                                   | Kehranlage Alewife                                                           | Kehranlage Alewife                                                           |
| U-Bahn-Bahnhof (im Tunnel) |                                                   | U Alewife                                                                    | U Alewife                                                                    |
| U-Bahn-Haltepunkt / Haltestelle (im Tunnel) |                                                   | Davis                                                                        | Davis                                                                        |
| Strecke quer · U-Bahn-Kreuzung (im Tunnel) · Strecke von rechts |                                                   | von Fitchburg                                                                | von Fitchburg                                                                |
| U-Bahn-Haltepunkt / Haltestelle (im Tunnel) · Haltepunkt / Haltestelle |                                                   | Porter                                                                       | Porter                                                                       |
| U-Bahn-Strecke (im Tunnel) · Strecke |                                                   | nach Boston North Station                                                    | nach Boston North Station                                                    |
| U-Bahn-Haltepunkt / Haltestelle (im Tunnel) |                                                   | Harvard                                                                      | Harvard                                                                      |
| U-Bahn-Haltepunkt / Haltestelle (im Tunnel) |                                                   | Central                                                                      | Central                                                                      |
| U-Bahn-Haltepunkt / Haltestelle (im Tunnel) |                                                   | Kendall/MIT                                                                  | Kendall/MIT                                                                  |
| U-Bahn-Tunnelende |                                                   |                                                                              |                                                                              |
| U-Bahn-Strecke Anfang Hochstrecke |                                                   | Longfellow Bridge                                                            | Longfellow Bridge                                                            |
| U-Bahn-Strecke unter Wasserlauf |                                                   | Charles River                                                                | Charles River                                                                |
| U-Bahn-Bahnhof · U-Bahn-Kopfbahnhof Streckenanfang (Strecke außer Betrieb) (im Tunnel) |                                                   | Charles/MGH Blue Line geplant                                                | Charles/MGH Blue Line geplant                                                |
| U-Bahn-Tunnelanfang · U-Bahn-Strecke nach links (außer Betrieb) (im Tunnel) |                                                   | Blue Line nach Wonderland                                                    | Blue Line nach Wonderland                                                    |
| |                                                   |                                                                              |                                                                              |
| U-Bahn-Strecke (im Tunnel) · U-Bahn-Strecke von links (im Tunnel) · U-Bahn-Abzweig quer und von links (im Tunnel) |                                                   | Green Line von Lechmere                                                      | Green Line von Lechmere                                                      |
| U-Bahn-Strecke (im Tunnel) · U-Bahn-Abzweig geradeaus und von links (im Tunnel) · U-Bahn-Abzweig geradeaus und von rechts (im Tunnel) |                                                   | Park Street Loop                                                             | Park Street Loop                                                             |
| U-Bahn-Strecke (im Tunnel) |                                                   |                                                                              |                                                                              |
| U-Bahn-Strecke nach links (im Tunnel) · U-Bahn-Turmbahnhof mit Tunnelstrecke (im Tunnel) · U-Bahn-Strecke von rechts (im Tunnel) |                                                   | Park Street                                                                  | Park Street                                                                  |
| |                                                   |                                                                              |                                                                              |
| U-Bahn-Strecke quer (im Tunnel) · U-Bahn-Strecke nach rechts (im Tunnel) · U-Bahn-Strecke (im Tunnel) |                                                   | Green Line nach Boston College, Cleveland Circle, Riverside und Heath Street | Green Line nach Boston College, Cleveland Circle, Riverside und Heath Street |
| |                                                   |                                                                              |                                                                              |
| U-Bahn-Strecke quer (im Tunnel) · U-Bahn-Strecke quer (im Tunnel) · U-Bahn-Turmbahnhof mit Tunnelstrecke (im Tunnel) |                                                   | Downtown Crossing Orange Line                                                | Downtown Crossing Orange Line                                                |
| U-Bahn-Strecke von links (im Tunnel) · U-Bahn-Abzweig quer und von links (im Tunnel) · U-Bahn-Turmbahnhof mit Tunnelstrecke (im Tunnel) |                                                   | South Station Silver Line                                                    | South Station Silver Line                                                    |
| U-Bahn-Strecke nach links (im Tunnel) · U-Bahn-Strecke nach rechts (im Tunnel) · U-Bahn-Haltepunkt / Haltestelle (im Tunnel) |                                                   | Broadway                                                                     | Broadway                                                                     |
| U-Bahn-Haltepunkt / Haltestelle (im Tunnel) |                                                   | Andrew                                                                       | Andrew                                                                       |
| U-Bahn-Strecke von links (im Tunnel) · Kreuzung mit U-Bahn mit Tunnelstrecke · U-Bahn-Strecke nach rechts (im Tunnel) |                                                   | Old Colony Lines von South Station                                           | Old Colony Lines von South Station                                           |
| U-Bahn-Tunnelende · Strecke |                                                   |                                                                              |                                                                              |
| U-Bahn-Bahnhof · Bahnhof |                                                   | JFK/UMass                                                                    | JFK/UMass                                                                    |
| U-Bahn-Abzweig geradeaus und nach links · Kreuzung mit U-Bahn geradeaus unten · U-Bahn-Strecke von rechts |                                                   |                                                                              |                                                                              |
| U-Bahn-Haltepunkt / Haltestelle · Strecke · U-Bahn-Strecke |                                                   | Savin Hill                                                                   | Savin Hill                                                                   |
| U-Bahn-Haltepunkt / Haltestelle · Strecke · U-Bahn-Strecke |                                                   | Fields Corner                                                                | Fields Corner                                                                |
| U-Bahn-Tunnelanfang · Strecke · U-Bahn-Strecke |                                                   |                                                                              |                                                                              |
| U-Bahn-Haltepunkt / Haltestelle (im Tunnel) · Strecke · U-Bahn-Strecke |                                                   | Shawmut                                                                      | Shawmut                                                                      |
| U-Bahn-Tunnelende · Strecke · U-Bahn-Strecke |                                                   |                                                                              |                                                                              |
| U-Bahn-Bahnhof · Strecke · U-Bahn-Strecke |                                                   | U Ashmont                                                                    | U Ashmont                                                                    |
| U-Bahn-Strecke nach rechts · Strecke · U-Bahn-Strecke |                                                   | zur Ashmont–Mattapan High Speed Line                                         | zur Ashmont–Mattapan High Speed Line                                         |
| Brücke über Wasserlauf · U-Bahn-Brücke über Wasserlauf |                                                   | Neponset River                                                               | Neponset River                                                               |
| Strecke · U-Bahn-Haltepunkt / Haltestelle |                                                   | North Quincy                                                                 | North Quincy                                                                 |
| Strecke · U-Bahn-Haltepunkt / Haltestelle |                                                   | Wollaston                                                                    | Wollaston                                                                    |
| Bahnhof · U-Bahn-Bahnhof |                                                   | Quincy Center                                                                | Quincy Center                                                                |
| Strecke · U-Bahn-Haltepunkt / Haltestelle |                                                   | Quincy Adams                                                                 | Quincy Adams                                                                 |
| Strecke mit U-Bahn nach halblinks · U-Bahn-Strecke nach halbrechts |                                                   |                                                                              |                                                                              |
| U-Bahn-Strecke von halblinks · Strecke mit U-Bahn von halbrechts |                                                   |                                                                              |                                                                              |
| U-Bahn-Strecke · Abzweig geradeaus, nach links und von links |                                                   | Greenbush Line                                                               | Greenbush Line                                                               |
| U-Bahn-Bahnhof · Bahnhof |                                                   | U Braintree                                                                  | U Braintree                                                                  |
| U-Bahn-Betriebs-/Güterbahnhof Streckenende · Strecke |                                                   | Kehranlage Braintree                                                         | Kehranlage Braintree                                                         |

Die Red Line ist eine von der Massachusetts Bay Transportation Authority (MBTA) betriebene U-Bahn- bzw. Stadtbahnlinie im Bundesstaat Massachusetts der Vereinigten Staaten. Der Streckenverlauf beginnt in Cambridge an der Station Alewife und führt durch das Stadtzentrum von Boston mit Umsteigemöglichkeiten zur Green Line an der Station Park Street, zur Orange Line an der Station Downtown Crossing und zur Silver Line an der South Station. Südlich des Stadtzentrums splittet sich die Strecke an der Station JFK/UMass, von wo aus ein Zweig bis nach Braintree und der andere nach Ashmont fährt, von wo aus die Ashmont–Mattapan High Speed Line eine Anschlussverbindung bis zur Station Mattapan bietet.
Die Fahrtkosten werden unabhängig vom Ort des Zu- und Ausstiegs pauschal berechnet. Im Jahr 2007 wurden bis dahin erhobene Sondergebühren für den Ausstieg an der Station Braintree eingestellt.

## Geschichte

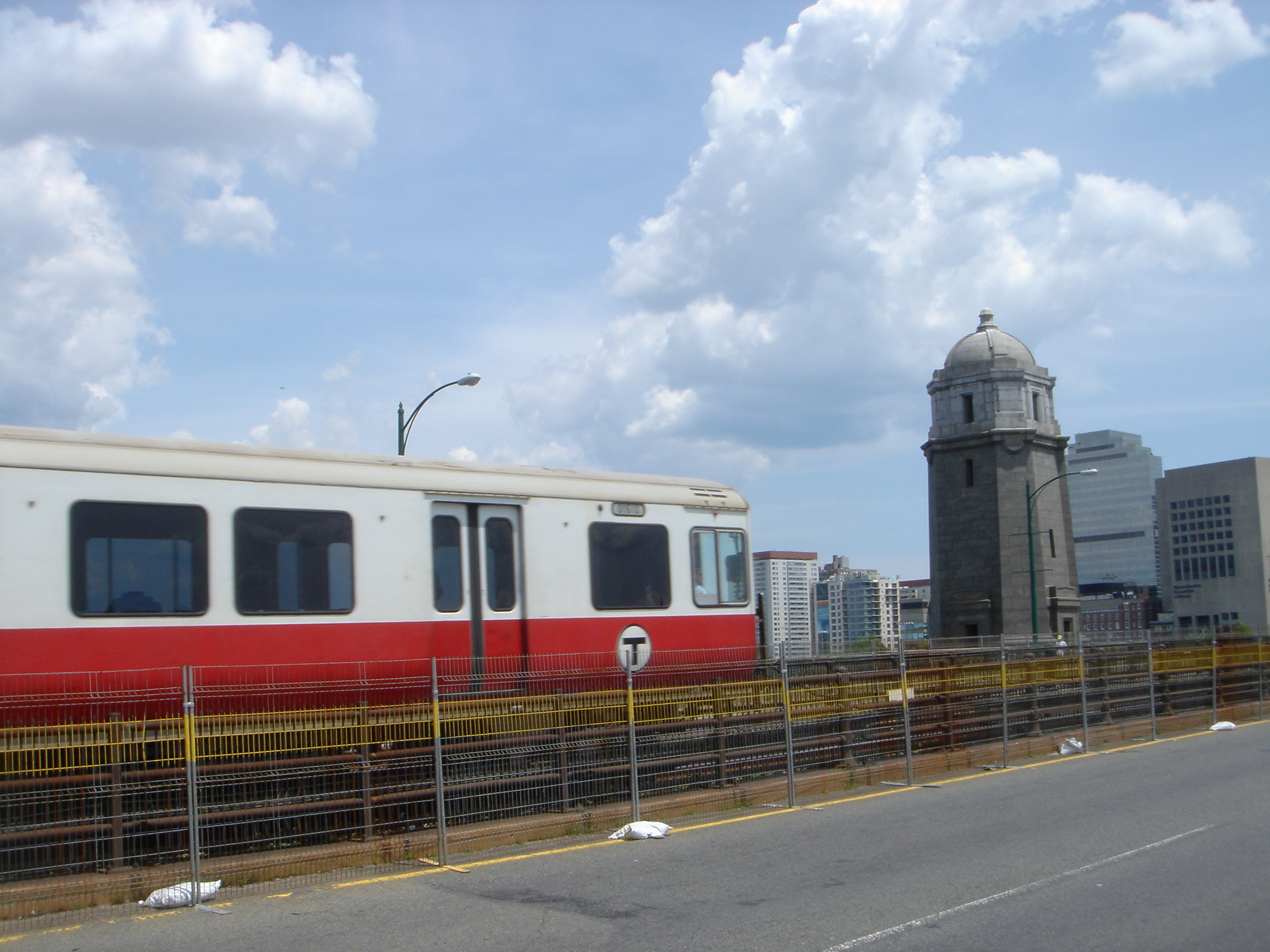
Ein Zug der Red Line überquert den Charles River auf der Longfellow Bridge in Richtung Boston

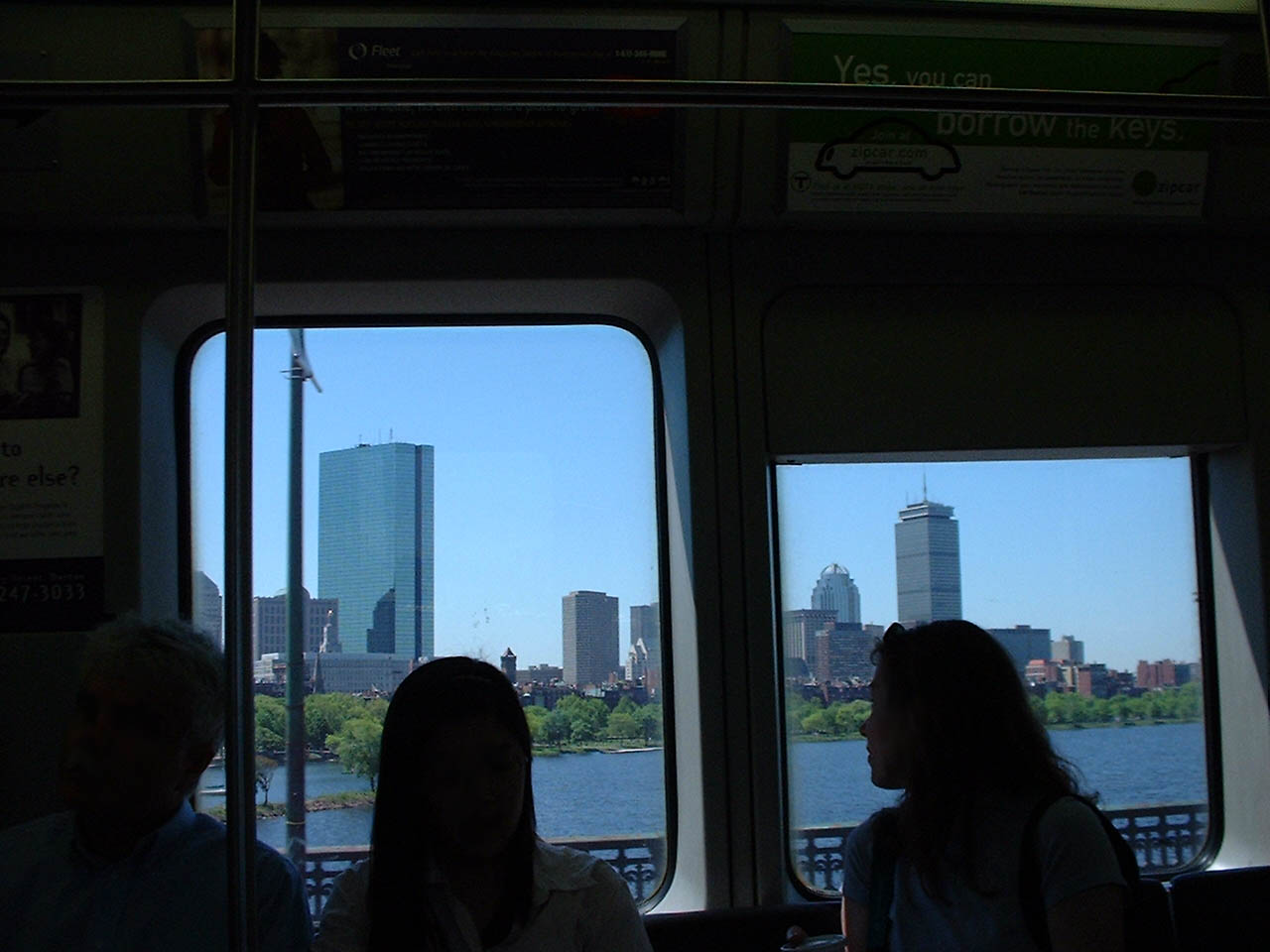
Die Bostoner Skyline aus einem Fahrzeug der Red Line auf der Longfellow Bridge

Die Red Line war die letzte der vier Bostoner U-Bahnstrecken (Green, Orange, Blue), mit deren Bau begonnen wurde. Die Teilstrecke von Harvard durch den Tremont Street Subway bis zur Park Street wurde am 23. März 1912 eröffnet. An der Haltestelle Harvard wurden spezielle Zonen für bereits bezahlte Tickets eingerichtet, um einen einfachen Transfer zu den U-Straßenbahnen zu bieten, die durch einen eigenen Tunnel fuhren (heute Harvard Bus Tunnel). Die Eröffnung des Linienbetriebs erforderte den Bau des Cambridge Tunnel unter der Massachusetts Avenue und Main Street in Cambridge, der von der Harvard-Station bis zur heute historischen Longfellow Bridge führte. Auf der Bostoner Seite der Brücke wurde die Red Line zu einer auf aufgeständerten Gleisen fahrenden Stadtbahn, die über den Charles Circle und durch einen weiteren Tunnel in Beacon Hill bis zur Station Park Street verlief. Weitere Ausbaustufen nach Downtown Crossing bzw. Boston South Station folgten am 4. April 1915 bzw. am 3. Dezember 1916 und ermöglichten den Umstieg zum Washington Street Tunnel bzw. zur Atlantic Avenue Elevated. Ab dem 15. Dezember 1917 wurde die Station Broadway angefahren, am 29. Juni 1918 folgte die Station Andrew.
Als Nächstes folgte die Dorchester Extension, die heute als Ashmont Branch betrieben wird. Dieser Zweig folgte einer Streckenführung, die bereits 1870 durch die Shawmut Branch Railroad errichtet worden war. 1872 ging das Eigentum an der Strecke auf die Old Colony Railroad über, die damit ihre Hauptstrecke auf dem Bostoner Harrison Square mit der Dorchester and Milton Branch Railroad verknüpfte, deren Strecke von Neponset bis zur heutigen Station Mattapan verlief. Die New York, New Haven and Hartford Railroad folgte der Old Colony Railroad im Betrieb der Strecke, die jedoch den Betrieb am 4. September 1926 mit Blick auf die bevorstehende Eröffnung des Boston Elevated Railway einstellte.
Die Boston Elevated eröffnete die erste Phase der Dorchester-Erweiterung bis Fields Corner am 5. November 1927. Die Stationen JFK/UMass und Savin Hill wurden auf der Oberfläche an den Positionen ehemaliger Stationen der Old Colony errichtet. Der letzte Teil der Ausbaustrecke bis Ashmont wurde am 1. September 1928 in Betrieb genommen.
Am 26. August 1965 wurde der Linie die Farbe Rot zugewiesen. Die Entscheidung fiel auf diese Farbe, weil Karmesinrot die Farbe der Harvard University ist, wo sich zu diesem Zeitpunkt eine der Endstellen der Strecke befand.
Der erste Abschnitt der South Shore Line wurde am 1. September 1971 eröffnet. Diese Linie zweigte von der Hauptstrecke an einem Überwerfungsbauwerk nördlich von Columbia ab und führte bis in das nördliche Savin Hill. Die nördlichste Station dieses Zweigs war North Quincy. Der Rest der Strecke namens Braintree Extension bis zur gleichnamigen Station wurde am 22. März 1980 eröffnet, die Station Quincy Adams nahm am 10. September 1983 ihren Betrieb auf.
Der erste Abschnitt der Northwest Extension, der die Umsetzung der Station Harvard beinhaltete, wurde am 6. September 1983 fertiggestellt. Während der Bauphase wurden einige temporäre Haltestellen am Harvard Square errichtet und das alte Depot in Eliot abgerissen. Auf dem Gelände steht heute die Kennedy School of Government. Es folgten weitere Ausbaustufen nach Porter und Davis (8. Dezember 1984) sowie nach Alewife (20. März 1985), womit der heutige Streckenverlauf hergestellt war. Ursprüngliche Pläne, die Streckenführung bis nach Lexington auszudehnen, wurden jedoch fallen gelassen. Der für die Strecke vorgesehene Weg wurde später zum Minuteman Bikeway entwickelt.
In den späten 1980er Jahren wurden die Bahnsteige der älteren Stationen verlängert, um Züge mit sechs Wagen aufnehmen zu können, die zum ersten Mal am 21. Januar 1988 verkehrten.
Im Jahr 1968 wurden den südlichen Zweigen der Linie Buchstaben zugewiesen – „A“ für die Strecke nach Quincy und „C“ für den Teil nach Ashmont. Der Buchstabe „B“ wurde für einen geplanten weiteren Zweig von Braintree bis nach Brockton reserviert. Seit 1994 stehen die Buchstaben „A“ für Ashmont, „B“ für Braintree und „C“ für Alewife.

## Linienbetrieb
Bis in die Mitte der 1980er Jahre nutzte die Red Line Fahrsperren auf den Zweigen Ashmont und Harvard, während der Zweig nach Braintree einer der ersten war, auf dem Automatic Train Control (ATC) zum Einsatz kam. Später wurden auch die beiden anderen Zweige auf ATC umgerüstet.
Zunächst wurde die Strecke von mehreren Turmstellwerken kontrolliert, bis 1985 ein zentrales elektromechanisches Stellwerk an der High Street installiert wurde. Dieses wiederum wurde in den späten 1990er Jahren durch ein elektronisches Stellwerk von Union Switch & Signal ersetzt. Weitere Umarbeitungen und Verbesserungen des Systems wurden intern innerhalb der MBTA durchgeführt.
Der kürzeste gefahrene Takt, der jemals auf der Red Line zum Einsatz kam, betrug 1 3⁄4 Minuten und wurde im Fahrplan des Jahres 1928 ausgewiesen. Die Fahrgastzahl erreichte um 1947 ihren Höhepunkt, als in der Hauptverkehrszeit über 850 Personen pro Vier-Wagen-Zug befördert wurden. Die Einführung des ATC-Systems führte durch eine deutlich längere Taktung im Zusammenspiel mit dem besonderen Layout der Blockstrecke im Stadtzentrum zu einer Reduzierung der Beförderungskapazität von 50 % im Vergleich zu den zuvor eingesetzten Fahrsperren. Um dem zu begegnen, wurden die Züge später auf sechs Wagen verlängert.

## Barrierefreiheit
Die meisten, aber nicht alle Stationen der Red Line sind barrierefrei. Einzig die Stationen Wollaston und Valley Road sind nicht für Rollstuhlfahrer zugänglich.

## Rollendes Material

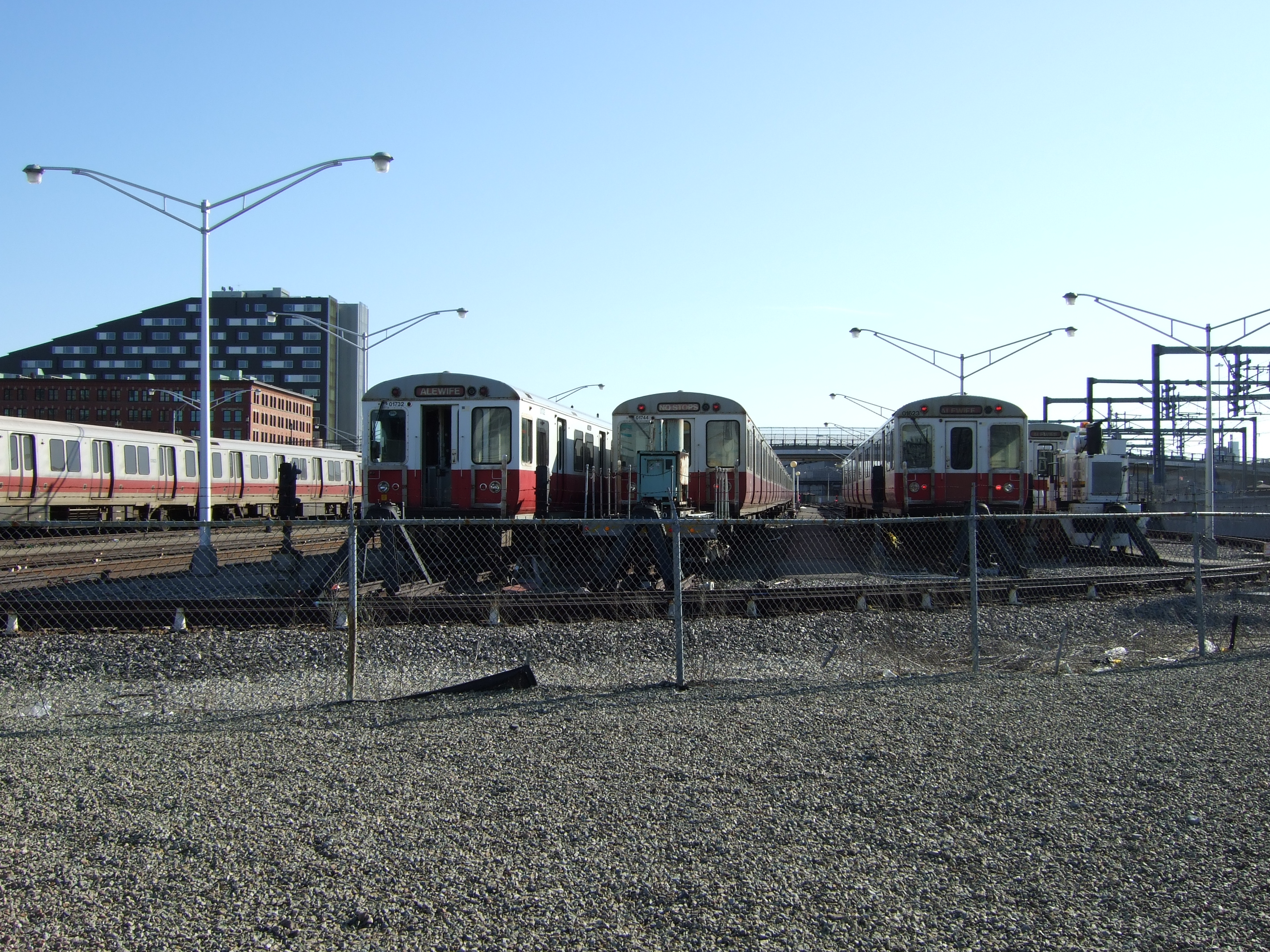
Wagen der Red Line im Depot in Cabot

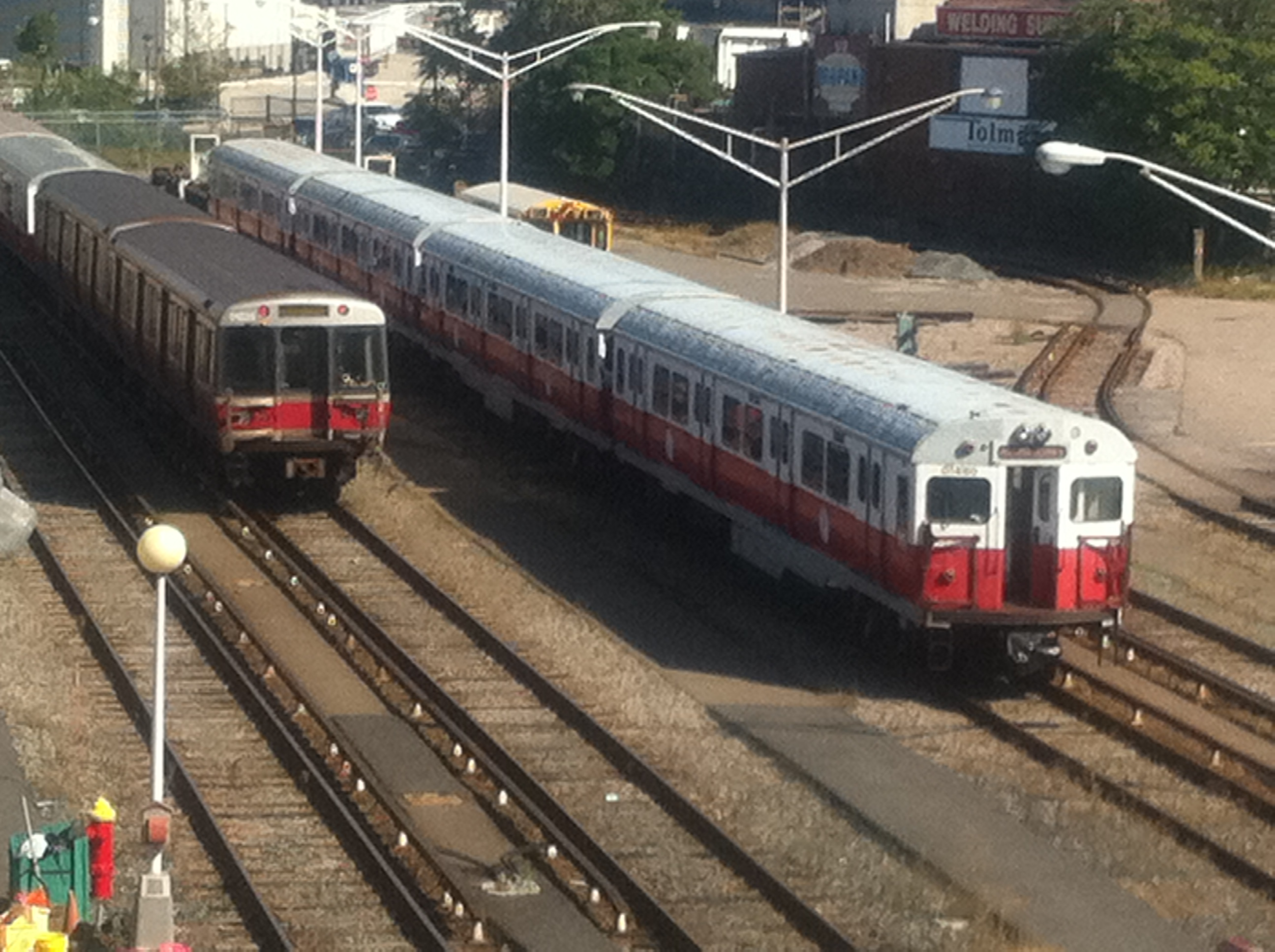
Wagen der Serien 1800 (links) und 1400 (rechts) im Depot in Cabot.

Die Wagen der Red Line sind für große Passagierzahlen ausgelegt (Heavy Rail) und fahren auf Gleisen mit Normalspur. Die Züge bestehen aus paarweise zusammengesetzten Triebwagen, die mittels Stromschiene mit 600 V Spannung versorgt werden. Auf der Red Line verkehren ausschließlich Züge mit sechs Wagen.
Die Wagen werden im Depot in Cabot gewartet und bereitgehalten, das sich in der Nähe der Station Broadway in South Boston befindet. Die Verbindungsstrecke zum Depot beginnt in der Nähe der Station JFK/UMass. Über Nacht werden die Züge auch in Braintree und Ashmont sowie auf Gleisresten westlich von Alewife abgestellt.

### Der Beginn: Cambridge U-Bahnwagen
Der sogenannte Cambridge Subway nahm seine Tätigkeit 1912 auf und verwendete dafür 40 vollständig aus Stahl bestehende Wagen, die von der Standard Steel Car Co. gebaut wurden. Sie hatten eine außergewöhnliche Länge über Puffer von etwas mehr als 69 ft (21,03 m), sehr viel Platz für stehende Fahrgäste bei einem Gewicht von lediglich 85.900 lb (38.963,58 kg) sowie eine neue Anordnung der Türen. So besaßen sie drei jeweils einzeln schwenkende Türen auf jeder Seite, die über die gesamte Wagenlänge gleichmäßig verteilt waren, so dass die maximale Entfernung von einem beliebigen Punkt innerhalb des Wagens bis zu einer Tür etwa 9 ft (2,74 m) betrug. Etwa 20 ft (6,1 m) des Innenraums waren durch eine Trennwand vom Rest abgeteilt und wurden als Raucherabteil genutzt. Passagierströme standen nicht im Vordergrund, so dass jede Tür für den Ein- und Ausstieg genutzt werden konnte.

### Heute: Wagen aus Aluminium und rostfreiem Stahl
Die Red Line nutzt drei Serien von aus Aluminium bestehenden Wagen, die von der Pullman Palace Car Company (PCC) sowie von der Urban Transportation Development Corporation (UTDC) gebaut wurden. Die älteren zwei Serien 1500 und 1600 wurden zwischen 1969 und 1970 von PCC gebaut, die jüngere 1700er Serie von UTDC im Jahr 1988. Von diesen Typen sind noch etwas mehr als 130 Wagen im Einsatz und bieten jeweils 62 bis 64 Sitzplätze. Sie sind weiß gestrichen und haben einen roten Streifen über die gesamte Wagenlänge, die sie als Red Line identifizieren. Die Beschilderung zur Anzeige der Zielstation erfolgt noch manuell.
Alle drei Serien verwenden traditionelle Gleichstrom-Traktionsmotoren mit elektromechanischen Bedienelementen, die von der Westinghouse Electric Corporation produziert wurden, so dass sie problemlos untereinander ausgetauscht werden können. Die Serien 1500 und 1700 könnten als Einzelfahrzeuge eingesetzt werden, in der Praxis werden sie jedoch stets paarweise genutzt. Die 1500er Serie wies ursprünglich zwei Fahrerkabinen (eine für jede Fahrtrichtung) auf, die jedoch zum Zeitpunkt der Überholung zur halben Lebenszeit auf jeweils eine reduziert wurden.

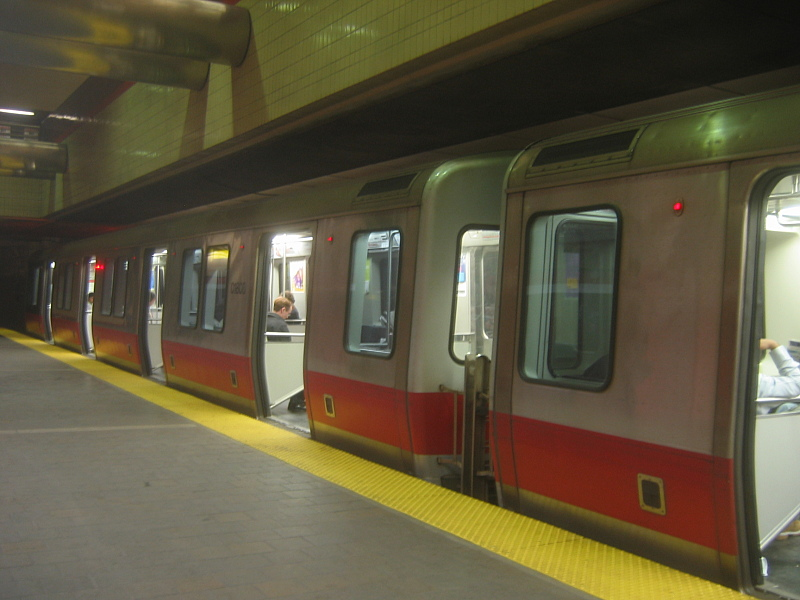
Wagen von Bombardier an der Station Harvard

Das Unternehmen Bombardier Transportation baute eine Serie neuerer Wagen aus rostfreiem Stahl, wobei die Bestandteile von 1993 bis 1994 in Kanada gebaut und in Barre zusammengesetzt wurden. In diesen Wagen gibt es 50 Sitzplätze, 86 von ihnen sind im aktiven Dienst. Sie verfügen über ein automatisiertes optisches und akustisches Ankündigungssystem für die jeweils nächste Haltestelle und zeigen die Endstelle mittels gelber LCD-Signale außen an. Zuletzt wurden sie auch mit mehrfarbigen, vandalismussicheren Stoffsitzen ausgestattet. Diese 1800er Serie verwendet moderne Drehstrom-Traktionsmotoren mit Solid State Bedienelementen von General Electric. Die Wagen können nur paarweise eingesetzt werden. Eine Mischung mit den Wagen der älteren Serien findet nur in Ausnahmefällen statt.
Ab 2019 sollen die ältesten Fahrzeuge der Flotte durch 132 neue Fahrzeuge des chinesischen Herstellers CNR ersetzt werden. Neben der festen Bestellung wurde eine Option für 58 weitere Fahrzeuge vereinbart. Im Jahr 2018 sollen erste Prototypen zur Erprobung geliefert werden. Ab 2019 soll die Serienauslieferung beginnen und 2021 abgeschlossen sein.

### Kapazitätssteigerungen
Im Dezember 2008 begann die MBTA mit dem Einsatz von modifizierten Wagen der 1800er Serie, aus denen sämtliche Sitze ausgebaut worden waren. Damit sollte die Beförderungskapazität insbesondere zur Hauptverkehrszeit deutlich gesteigert werden. Die MBTA war damit Vorreiter in den gesamten USA. Diese besonderen Wagen werden als Big Red-Wagen bezeichnet und auch mit großen Schildern neben den Türen als solche ausgewiesen. Auch die Ansagen auf den Bahnsteigen wurden neu aufgenommen, um die Ankunft der Big Red gesondert anzukündigen. Die Big Red kommen ausschließlich zu den Hauptverkehrszeiten am Morgen und am Abend zum Einsatz.

## Kunst und Architektur
Die MBTA rief in den späten 1970er Jahren als erste Organisation der USA das Projekt Arts on the Line ins Leben, das die Darstellung von Kunst im öffentlichen Raum zum Ziel hat und später Vorbild für analoge Projekte im gesamten Land war.
In der Station Kendall/MIT befindet sich eine interaktive Installation von Paul Matisse mit dem Namen Kendall Band. Jeder Interessierte kann über in der Wand angebrachte Handhebel drei verschiedene Maschinen aktivieren, die unterschiedliche Klangbilder erzeugen.
Über den Schienen der Station Alewife hängt eine Reihe roter Neonröhren mit dem Namen End of Red Line. Das Werk stammt vom Bostoner Künstler Alejandro Sinha. Auch in einigen anderen Stationen finden sich weitere Installationen.
Die neueren Stationen (insbesondere Alewife, Braintree und Quincy Adams), die alle große Parkhäuser bieten, sind exzellente Beispiele für den Architekturstil des Brutalismus.

## Werbung entlang der Strecke
Zwischen den Stationen South Station und Broadway sowie auf dem Abschnitt zwischen Harvard und Central Square gab es eine Zeit lang Werbeanzeigen in Form von Zoetropen. Dabei wurde jedes Einzelbild der Anzeige mechanisch synchron mit dem vorbeifahrenden Zug enthüllt, um auf diese Weise einen Animationseffekt zu erzeugen. Es gibt weitere Installationen dieser Art in der New York City Subway, der Washington Metro, der Bay Area Rapid Transit und auch der Mass Rapid Transit in Singapur.